# Tupolev Tu-154

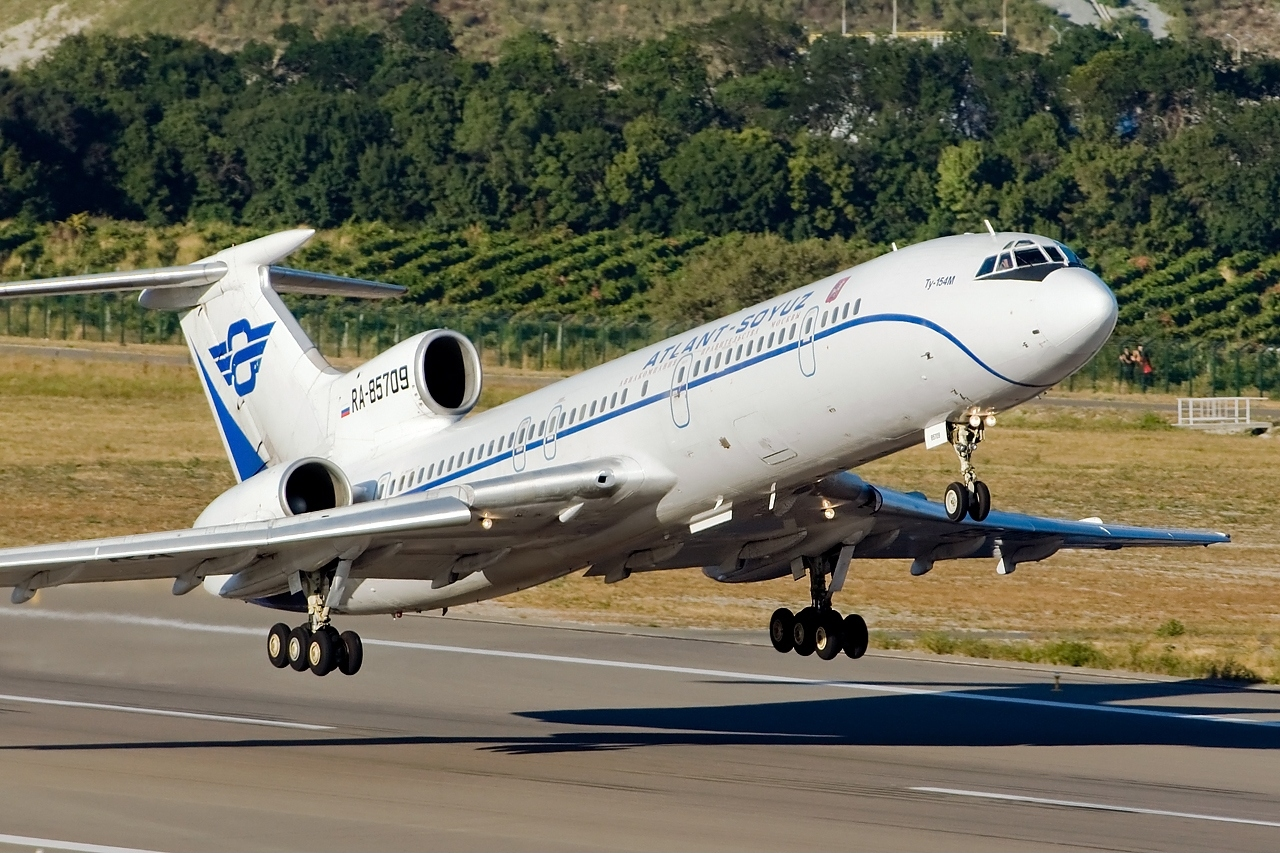
En Tu-154M från Atlant-Sojuz Airlines på Gelendzjiks flygplats

Tupolev Tu-154 är ett passagerarflygplan tillverkat av den ryska flygplanstillverkaren Tupolev. Tu-154 har tre jetmotorer och liknar Boeing 727. Detta plan är fortfarande vanligt förekommande och har hittills byggts i 924 exemplar. Flygplanet flög för första gången 1968. En specialvariant, Tupolev Tu-155, driver den mellersta motorn av naturgas i stället för vanligt flygbränsle.

## Haverier och deras följder

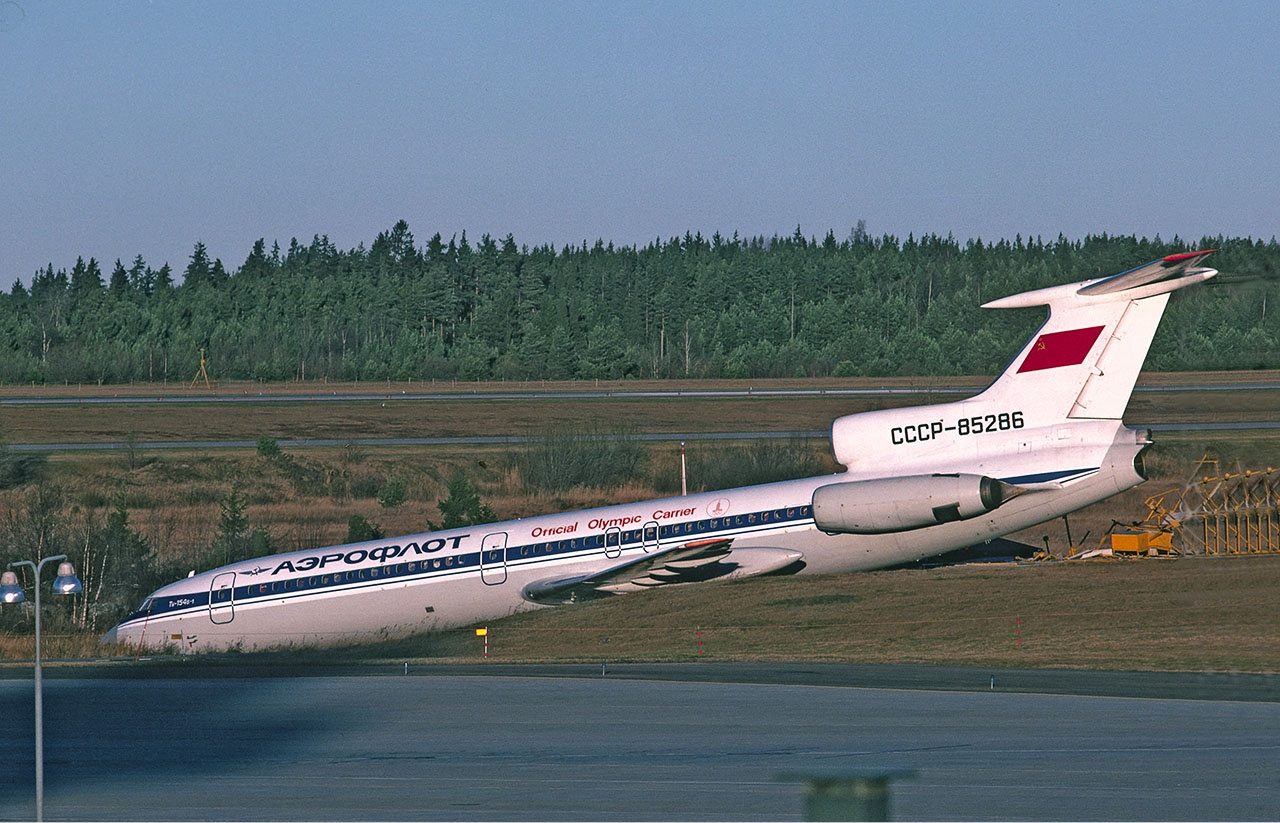
En Tu-154B-1 från Aeroflot som passerat landningsbanan på Stockholm-Arlanda flygplats i november 1978.

Flygplanstypen har varit inblandad i många haverier, det första i Prag 1973 där 66 människor omkom. Här är några av de mer anmärkningsvärda haverierna:
- 1 juli 2002: Ett Tupolev Tu-154 från bolaget Bashkirian Airlines kolliderade med ett DHL-fraktplan av typen Boeing 757 över den lilla tyska staden Überlingen. Orsaken till olyckan var att piloterna på Tupoleven hade fått order av flygledaren att sjunka, medan DHL-planets TCAS, eller datorn hade gett dem order om att också sjunka. Planet var på väg från Moskva till Barcelona med 60 passagerare, varav 49 var ryska barn på skolresa. Även om piloterna upptäckte varandra genom fönstren så var det för sent när DHL-planets stjärtfena klockan 23.35 skar Bashkirianflyget i två halvor. Halvorna havererade på ett fält utanför Überlingen medan DHL planet flög vidare utan stjärtfena och havererade 2 km därifrån.

- 10 april 2010: Ett Tupolev Tu-154 havererade cirka 1,5 km från militärflygplatsen i Smolensk i västra Ryssland. 96 personer omkom i olyckan, däribland Polens president Lech Kaczyński tillsammans med sin fru, landets centralbankschef, arméchef (motsvarande överbefälhavare) och andra chefer för markstrider, flygvapnet och marinen. En talesman för myndigheterna i Smolensk uppgav att piloten inte hade följt en uppmaning om att landa i Vitrysslands huvudstad Minsk, utan valt att försöka landa i Smolensk. Se Flygolyckan i Smolensk.

- 1 januari 2011: Ett Tupolev Tu-154 med 128 personer ombord fattade eld och exploderade senare på en flygplats i Sibirien på lördagen. Händelsen inträffade när planet med destination Moskva var på väg ut mot startbanan på flygplatsen i den västsibiriska oljestaden Surgut.
- 25 december 2016: Utanför Sotji.

## Användare

Tupolev Tu-154.

Flygbolag som flyger eller flugit detta plan är bland annat: 
- Aeroflot
- Air Koryo
- Air Ukraine
- Ariana Afghan Airlines
- Atlant-Sojuz Airlines
- Albanian Airlines
- Azerbaijan Airlines
- Balkan Bulgarian Airlines
- Bashkirian Airlines
- Belavia
- BH Air
- CAAC
- CSA
- Cubana
- Daallo Airlines
- Domedovo airlines
- Egyptair
- Elk Airlines
- Green Air
- Guyana Airways
- Interflug
- Iran Air
- Kras Air
- Libyan Arab Airlines
- LOT
- Malév
- Pulkovo
- Siberia Airlines
- Syrian Air
- Tajikistan airlines
- Tarom
- Uzbekistan Airways

Flygplanet har även flugit åt bland annat Slovakiens och Tjeckoslovakiens regeringar, men även av Svenska myndigheter under FN-uppdrag i Kongo-Kinshasa.